# Игра Эренфойхта — Фраиса
Игры Эренфойхта — Фраиса (иногда челночные игры англ. back-and-forth games) — техника определения, являются ли две структуры элементарно эквивалентными.
Основное приложение игр Эренфойхта — Фраиса — доказательство невозможности выразить определённые свойства в логике первого порядка. Более того, игры Эренфойхта — Фраиса дают полную методологию для доказательства невозможности выразить свойства в логике первого порядка. В такой роли эти игры особенно важны в теории конечных моделей и её приложениях в информатике (особенно в компьютерной верификации и теории баз данных), поскольку игры Эренфойхта — Фраиса являются одной из немногочисленных техник в теории моделей, которые остаются верными в контексте конечных моделей. Другие широко используемые техники для доказательства невозможности выразить свойства, такие как теорема о компактности, не работает для конечных моделей.
Игры, подобные игре Эренфойхта — Фраиса, могут быть также определены для других логик, таких как логик фиксированной точки и фишечные игры для логик с конечным числом переменных. Расширения достаточно мощны, чтобы описать определимость в экзистенциальной логике второго порядка.

## Основная идея
Основная идея игры заключается в том, что мы имеем две структуры и два игрока (определены ниже). Один из игроков хочет показать, что эти две структуры отличны, в то время как другой игрок хочет показать, что они элементарно эквивалентны (удовлетворяют тем же предложения первого порядка). Игра ведётся поочерёдно по раундам. Раунд протекает следующим образом: Сначала первый игрок Новатор выбирает любой элемент из одной из структур, а другой игрок выбирает элемент из другой структуры. Целью второго игрока всегда является выбор элемента, который «похож» на элемент, выбранный Новатором. Второй игрок (Консерватор) выигрывает, если существует изоморфизм между выбранными элементами в двух различных структурах.
Игра завершается за фиксированное число шагов ({\displaystyle \gamma }) (ординал, но обычно конечное число или {\displaystyle \omega }).

## Определение
Предположим, что нам даны две структуры {\displaystyle {\mathfrak {A}}} 
and {\displaystyle {\mathfrak {B}}} с одинаковыми множеством отношений символов и дано фиксированное натуральное число n.  Мы можем тогда определить игру Эренфойхта — Фраиса {\displaystyle G_{n}({\mathfrak {A}},{\mathfrak {B}})} как игру между двумя игроками, Новатором и Консерватором, следующим образом:
1. Первый игрок, Новатор, выбирает либо члена {\displaystyle a_{1}} структуры {\displaystyle {\mathfrak {A}}}, или члена {\displaystyle b_{1}} структуры {\displaystyle {\mathfrak {B}}}.
2. Если Новатор выбирает члена структуры {\displaystyle {\mathfrak {A}}}, Консерватор выбирает члена {\displaystyle b_{1}} структуры {\displaystyle {\mathfrak {B}}}. В противном случае Консерватор выбирает члена {\displaystyle a_{1}} структуры {\displaystyle {\mathfrak {A}}}.
3. Новатор выбирает либо члена {\displaystyle a_{2}} структуры {\displaystyle {\mathfrak {A}}} или члена {\displaystyle b_{2}} структуры {\displaystyle {\mathfrak {B}}}.
4. Консерватор выбирает элемент {\displaystyle a_{2}} или {\displaystyle b_{2}} в модели, из которой Новатор не выбирал.
5. Новатор и Консерватор продолжают выбирать члены из структур {\displaystyle {\mathfrak {A}}} и {\displaystyle {\mathfrak {B}}} ещё на {\displaystyle n-2} шагах.
6. Под конец игры мы выбрали различные элементы {\displaystyle a_{1},\dots ,a_{n}} структуры {\displaystyle {\mathfrak {A}}} и {\displaystyle b_{1},\dots ,b_{n}} структуры {\displaystyle {\mathfrak {B}}}.  Мы поэтому имеем две структуры на множестве {\displaystyle \{1,\dots ,n\}}, одна получена из структуры {\displaystyle {\mathfrak {A}}} отображением {\displaystyle i} в {\displaystyle a_{i}}, а другая получена из  {\displaystyle {\mathfrak {B}}} отражением {\displaystyle i} в {\displaystyle b_{i}}.  Консерватор выигрывает, если эти структуры одинаковы. Новатор выигрывает, если они не одинаковы.

Для любого n мы определяем отношение {\displaystyle {\mathfrak {A}}{\stackrel {n}{\sim }}{\mathfrak {B}}}, если Консерватор выигрывает в игре с n ходами  {\displaystyle G_{n}({\mathfrak {A}},{\mathfrak {B}})}.  Это все отношения эквивалентности на классе структур с заданными символами отношений. Пересечение всех этих отношений снова является отношением эквивалентности {\displaystyle {\mathfrak {A}}\sim {\mathfrak {B}}}.
Легко доказать, что если Консерватор выигрывает игру для всех n, то есть {\displaystyle {\mathfrak {A}}\sim {\mathfrak {B}}}, то {\displaystyle {\mathfrak {A}}} и  {\displaystyle {\mathfrak {B}}} элементарно эквивалентны.  Если множество отношений символов конечно, обратное тоже верно.

## История
Челночный метод (или метод подбора), использованный в игре Эренфойхта — Фраиса для проверки элементарной эквивалентности предложил Роланд Фрейсе в своей диссертации. Метод сформулировал в виде игры Анджей Эренфойхт. Названия Spoiler и Duplicator дал Joel Spencer. Также используются названия Eloise и Abelard (и обозначаются часто {\displaystyle \exists } и {\displaystyle \forall }) по именам Элоиза и Абеляр, по схеме именований, предложенной Вильфридом Ходжисом в его книге Теория моделей.